# Obervellach
Obervellach ist eine Marktgemeinde mit 2186 Einwohnern (Stand 1. Jänner 2024) im Süden von Österreich im Bezirk Spittal an der Drau in Kärnten.
Obervellach ist ein gesetzlich anerkannter Luftkurort.

## Geographie
Die Gemeinde liegt im Mölltal südlich des Tauernhauptkammes. Ein Teil der Gemeinde liegt im Nationalpark Hohe Tauern.

### Gemeindegliederung
Die Gemeinde Obervellach gliedert sich in die vier Katastralgemeinden Obervellach, Pfaffenberg, Lassach und Söbriach. Das Gemeindegebiet umfasst folgende 19 Ortschaften (in Klammern Einwohnerzahl Stand 1. Jänner 2024):

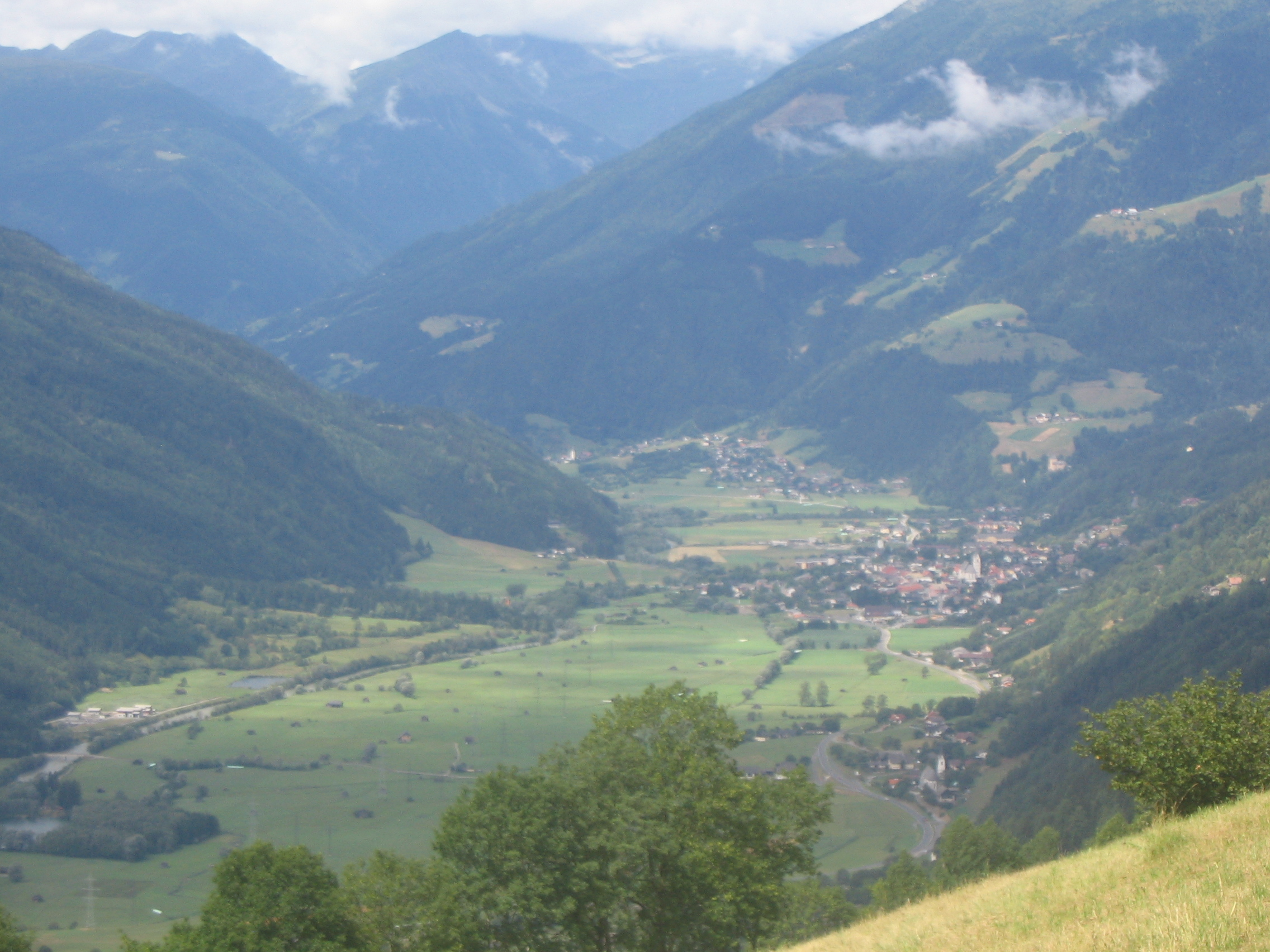
Obervellach vom Zwenberg aus gesehen

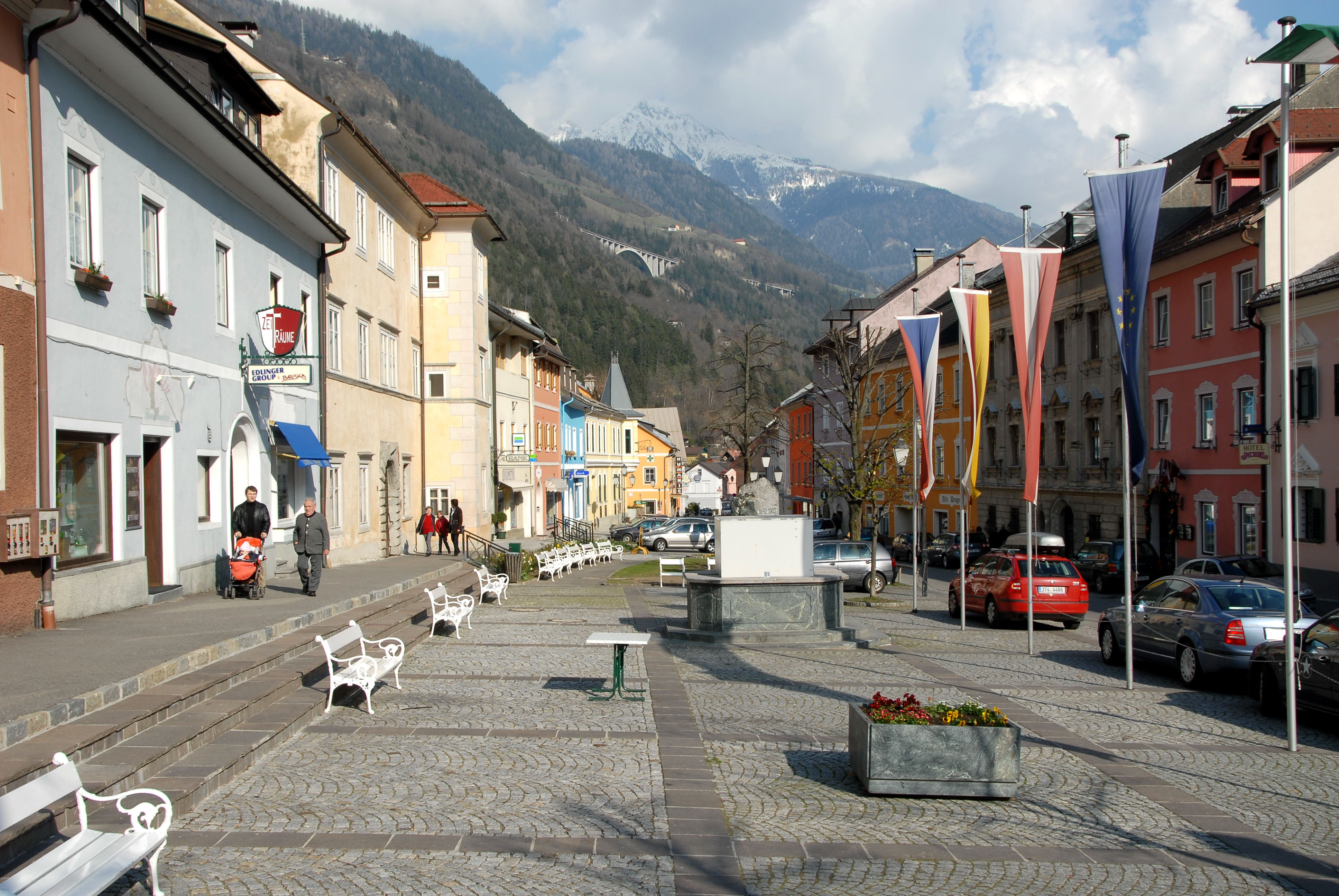
Hauptplatz in Obervellach

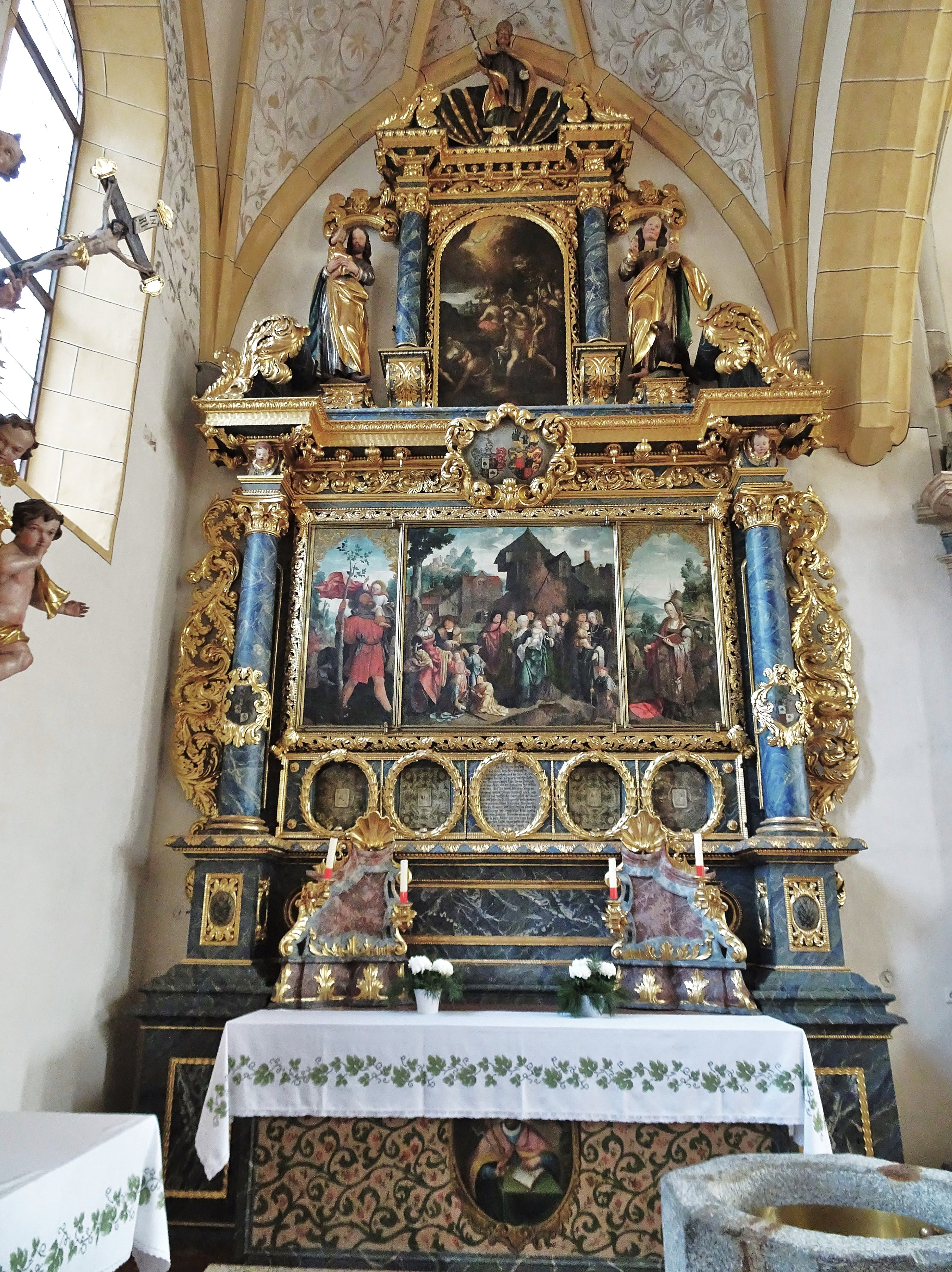
Frangipani-Altar in der Pfarrkirche St. Martin

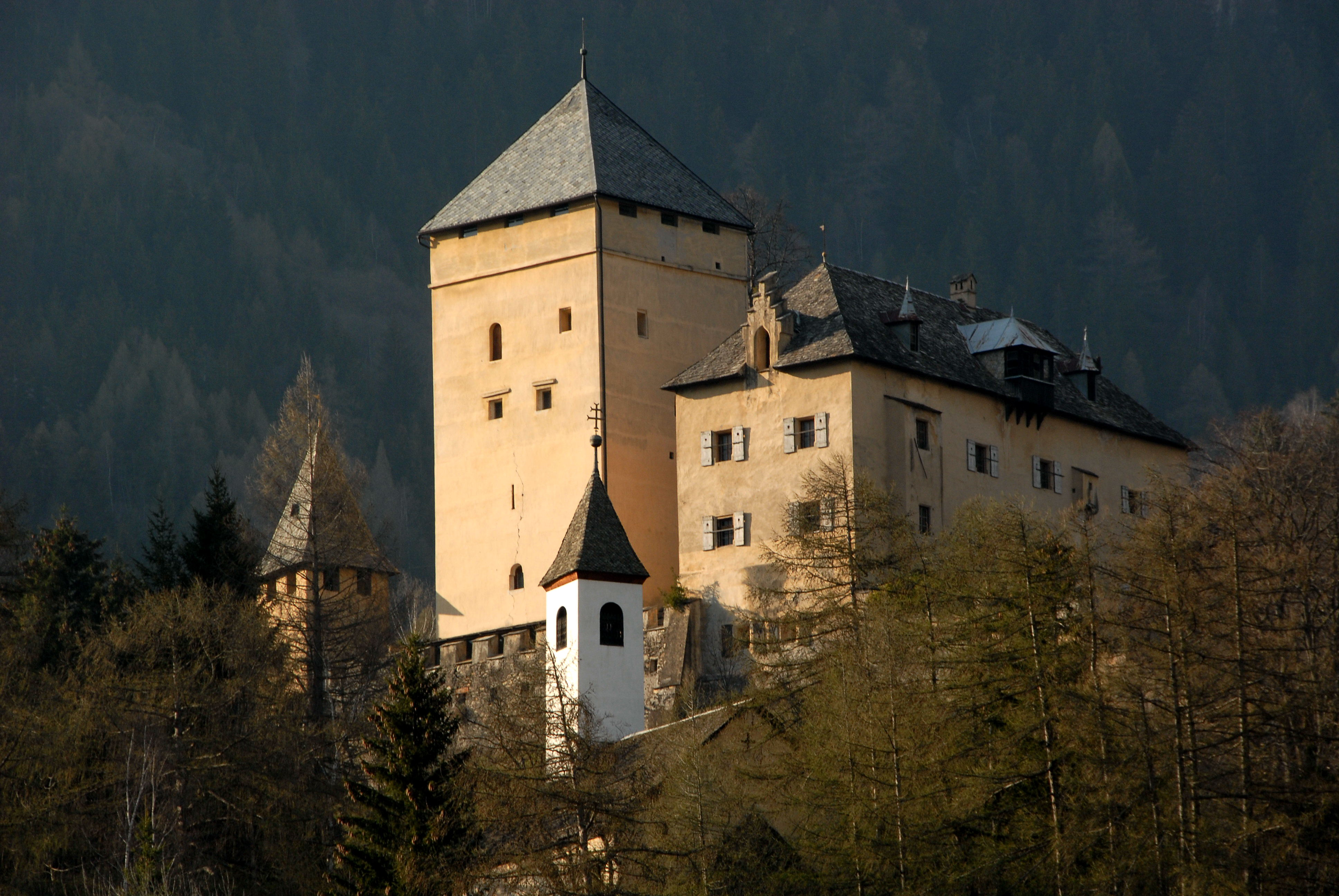
Burg Groppenstein

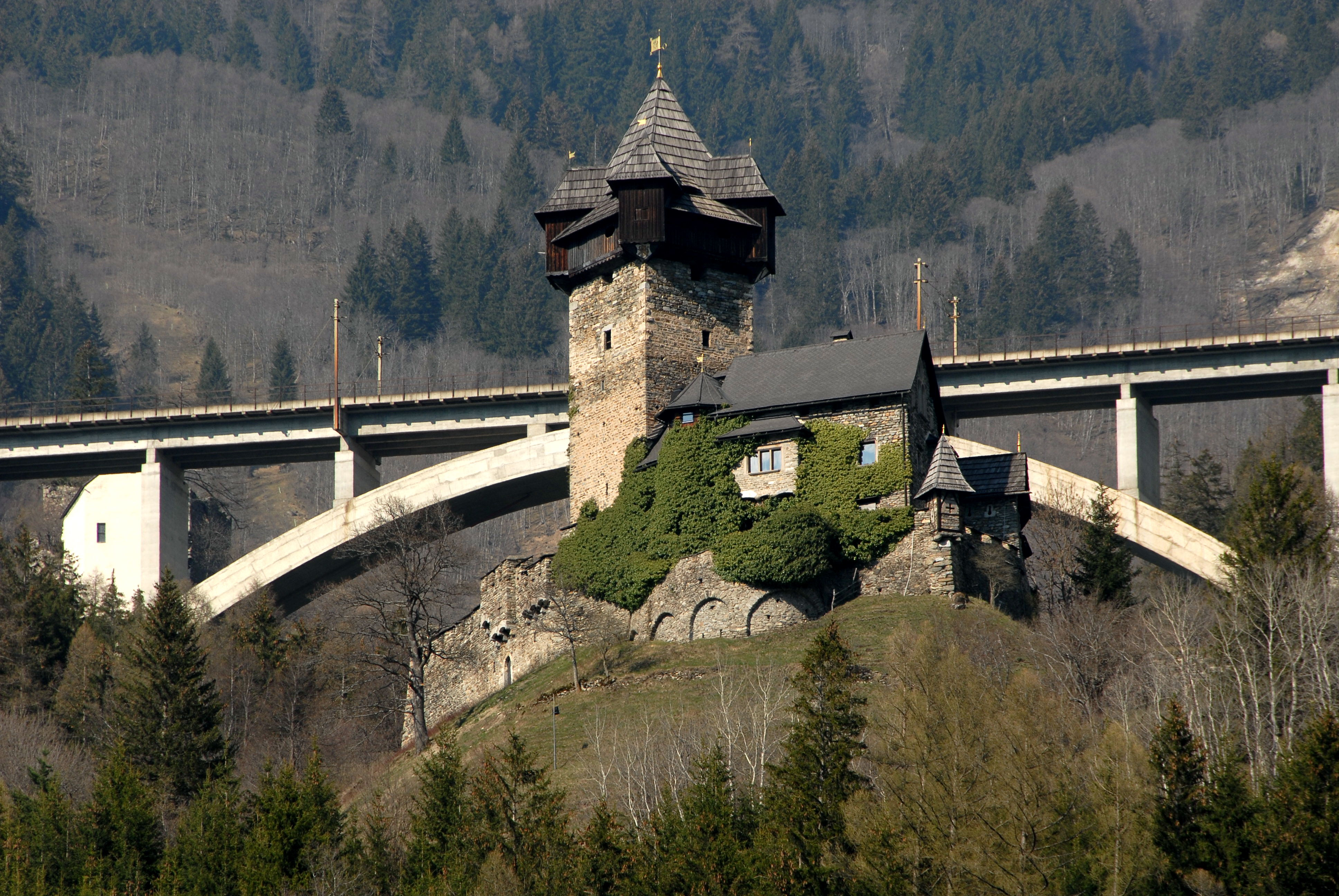
Burg Niederfalkenstein

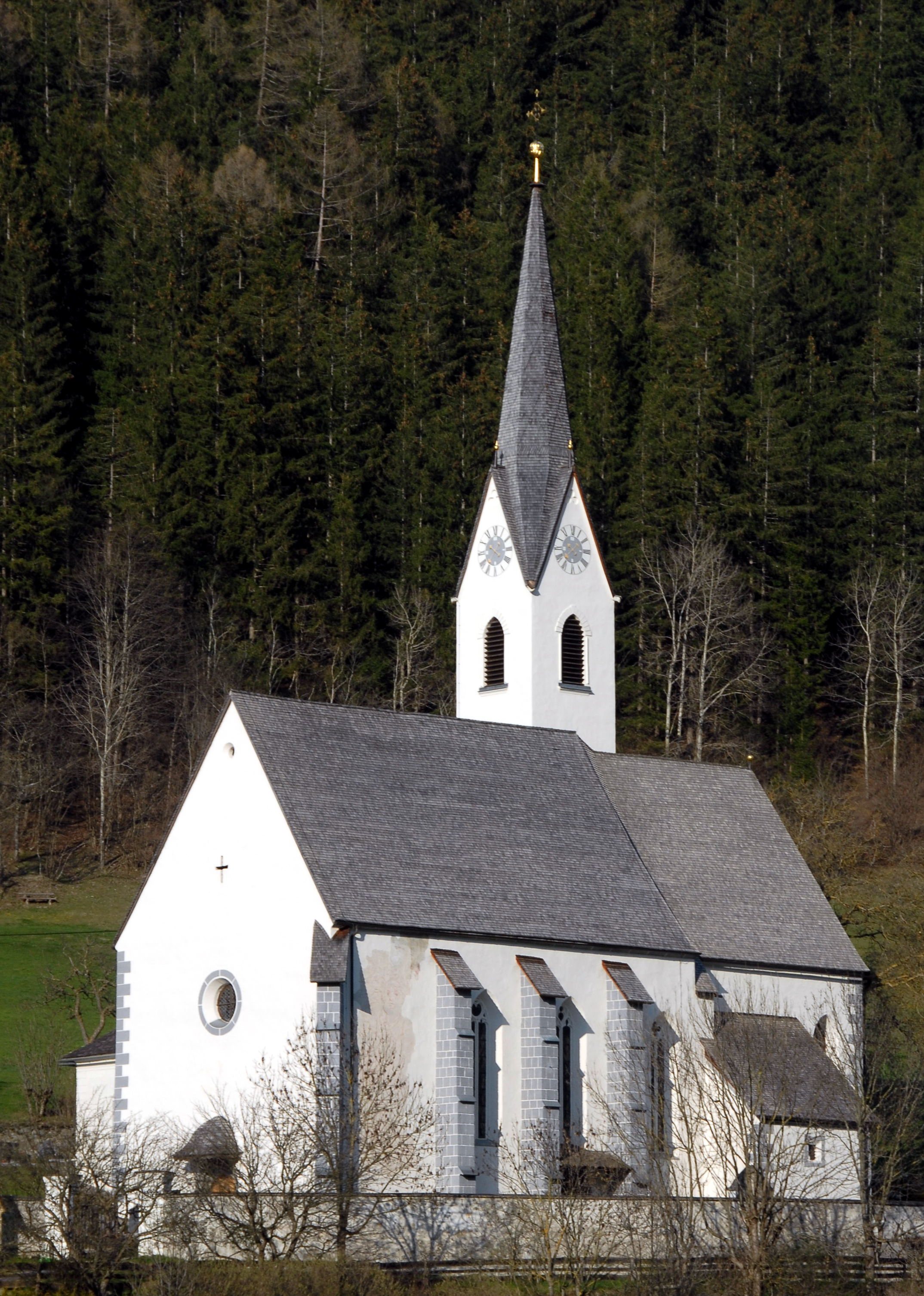
Filialkirche Maria Tax in Stallhofen

- Dürnvellach (181)
- Kaponig (7)
- Lassach Schattseite (32)
- Lassach Sonnseite (30)
- Leutschach (8)
- Obergratschach (6)
- Obervellach (635)
- Obervellach-West (76)
- Oberwolliggen (5)
- Pfaffenberg (56)
- Raufen (5)
- Räuflach (322)
- Semslach (306)
- Söbriach (139)
- Stallhofen (193)
- Stampf (5)
- Untergratschach (131)
- Untervocken (42)
- Unterwolliggen (7)

### Nachbargemeinden
|          | Mallnitz                                    | Malta   |
| Flattach | Kompassrose, die auf Nachbargemeinden zeigt |         |
| Stall    |                                             | Reißeck |

## Geschichte
Ein „Velach“ wurde im 10. Jahrhundert in einer Urkunde des Bischofs Abraham von Freising, der zwischen 957 und 993 regierte, erstmals erwähnt. Der Name dürfte sich vom slowenischen bel (weiß) ableiten (vgl. Vellach). Im 12. Jahrhundert erwarb ein Görzer Ministerialengeschlecht in Obervellach gräfliche Rechte und erhielt vom Bistum Freising ein Gebiet, zu dem auch das heutige Gemeindegebiet zählte. Die Grafen von Görz machten 1164 die Burg Oberfalkenstein zu ihrem Sitz, und 1256 wurde Obervellach erstmals urkundlich als Marktsiedlung der Grafen von Görz-Tirol bezeichnet. 1460 kam der Markt unter landesfürstlich-habsburgische Herrschaft.
Obervellach ist ein traditioneller Bergbauort, im Spätmittelalter wurden aus dem gewonnenen Silber in Obervellach auch Silbermünzen hergestellt, im Jahr 1313 wurde ein Obervellacher Münzmeister genannt. Der Abbau von Gold und Silber erreichte im 16. Jahrhundert seine bedeutendste Phase, Kaiser Maximilian I. bestimmte 1509 den Markt Vellach zum Sitz des Oberstbergmeisteramtes in Innerösterreich. Mit dem Niedergang des Edelmetallbergbaues im 17. Jahrhundert verarmte der Markt, hinzu kamen Überschwemmungen und Vermurungen durch den Kaponigbach. Nach dem Fund von Kupfer 1689 in der Großfragant erholte sich der Ort wirtschaftlich wieder.
Im August 1825 besuchte der Wiener Alpinist und Hofkammerbeamte Josef Kyselak (1798–1831) bei seiner Österreichwanderung auch Obervellach.
Positiv überrascht stellt er fest: Dieser 61 Häuser zählende Markt, obgleich gegen seinen einstigen Wert bedeutend verringert, ist das Asyl der Reisenden und Stolz der Umgebung. Hier trifft man nicht nur Häuser mit Stockwerken, sondern auch Keller, die genußbaren Wein, und Wirte die wohlzubereitete Speisen liefern. Die Einwohner sind gutmütig, und was in einem solchen Eiswinkel am meisten auffällt – nicht neugierig! Ihr mäßiger Feldbau, Bearbeitung des dasigen Kupferbergwerkes, so wie die Viehzucht, welche auf den zahlreichen Almen den besten Gewinn bietet, fesseln sie zu sehr, um nicht Anderer Tun und Lassen zu bekritteln. In weiterer Folge schildert er den Fußweg durch Dürnvellach weiter nach Mallnitz.
Im Jahr 1849 wurde Obervellach Sitz eines Bezirksgerichtes, und im Jahr darauf entstand die Großgemeinde Obervellach, der damals auch Mallnitz, Penk und Flattach angehörten, die allerdings 1896 selbständige Ortsgemeinden wurden.
In Obervellach ging 1929 ein Hochdruckwasserkraftwerk der Österreichischen Bundesbahnen in Betrieb.
Bei einer Fallhöhe von 323 m liefern 3 Peltonturbinen 16 MW Leistung Bahnstrom.
Im Ortszentrum werden im Sommer 2023 zum zweiten Mal mehrere Hausfassaden bemalt, etwa zum Thema der Legende um den Lindwurm.

## Bevölkerung
Laut Volkszählung 2001 hatte Obervellach 2.540 Einwohner, davon waren 94,8 % österreichische und 2,8 % deutsche Staatsbürger. 87,4 % der Bevölkerung bekannten sich zur römisch-katholischen, 7,6 % zur evangelischen Kirche und 1,0 % war islamischen Glaubens, 3,5 % ohne religiöses Bekenntnis.

### Bevölkerungsentwicklung
| Obervellach: Einwohnerzahlen von 1869 bis 2024      | Obervellach: Einwohnerzahlen von 1869 bis 2024 | Obervellach: Einwohnerzahlen von 1869 bis 2024 | Obervellach: Einwohnerzahlen von 1869 bis 2024 | Obervellach: Einwohnerzahlen von 1869 bis 2024 |
| --------------------------------------------------- | ---------------------------------------------- | ---------------------------------------------- | ---------------------------------------------- | ---------------------------------------------- |
| Jahr                                                |                                                |                                                |                                                | Einwohner                                      |
| 1869                                                | 1869                                           |                                                | 1.937                                          | 1.937                                          |
| 1880                                                | 1880                                           |                                                | 2.093                                          | 2.093                                          |
| 1890                                                | 1890                                           |                                                | 1.924                                          | 1.924                                          |
| 1900                                                | 1900                                           |                                                | 1.801                                          | 1.801                                          |
| 1910                                                | 1910                                           |                                                | 1.903                                          | 1.903                                          |
| 1923                                                | 1923                                           |                                                | 2.273                                          | 2.273                                          |
| 1934                                                | 1934                                           |                                                | 2.219                                          | 2.219                                          |
| 1939                                                | 1939                                           |                                                | 1.997                                          | 1.997                                          |
| 1951                                                | 1951                                           |                                                | 2.435                                          | 2.435                                          |
| 1961                                                | 1961                                           |                                                | 2.371                                          | 2.371                                          |
| 1971                                                | 1971                                           |                                                | 2.427                                          | 2.427                                          |
| 1981                                                | 1981                                           |                                                | 2.510                                          | 2.510                                          |
| 1991                                                | 1991                                           |                                                | 2.715                                          | 2.715                                          |
| 2001                                                | 2001                                           |                                                | 2.540                                          | 2.540                                          |
| 2011                                                | 2011                                           |                                                | 2.300                                          | 2.300                                          |
| 2021                                                | 2021                                           |                                                | 2.185                                          | 2.185                                          |
| 2024                                                | 2024                                           |                                                | 2.186                                          | 2.186                                          |
| Quelle(n): Statistik Austria, Gebietsstand 1.1.2021 |                                                |                                                |                                                |                                                |

## Kultur und Sehenswürdigkeiten
- Pfarrkirche St. Martin mit dem Frangipani-Altar
- Filialkirche Maria Tax in Stallhofen mit der Stampfer-Kapelle
- Kirche zum Guten Hirten (Obervellach)
- Wehrfriedhof, einziger seiner Art in Kärnten
- Schloss Trabuschgen
- Ehemaliges Oberstbergmeisteramt, Hauptplatz Nr. 58
- Burg Groppenstein
- Groppensteinschlucht
- Burg Oberfalkenstein
- Schloss Falkenstein (Burg Niederfalkenstein)

## Wirtschaft und Infrastruktur

### Verkehr
Obervellach ist durch die B 106 an das österreichische Straßennetz angebunden. Es gibt Busverbindungen nach Mallnitz, Heiligenblut und in die Bezirkshauptstadt Spittal an der Drau.
Die Tauernbahn verläuft ca. 400 Höhenmeter oberhalb des Ortszentrums. Nächste Bahnstation ist Mallnitz-Obervellach. Bis 1999 gab es einen Bahnhof Kaponig, früher Obervellach (Schnellzug-Halt), der bis Ende 1975 mit einer eigenen Seilbahn erreichbar war.
Die Bahnhaltestelle Oberfalkenstein war bis zu ihrer Schließung 2019 der letzte Bahnhalt im Gemeindegebiet.

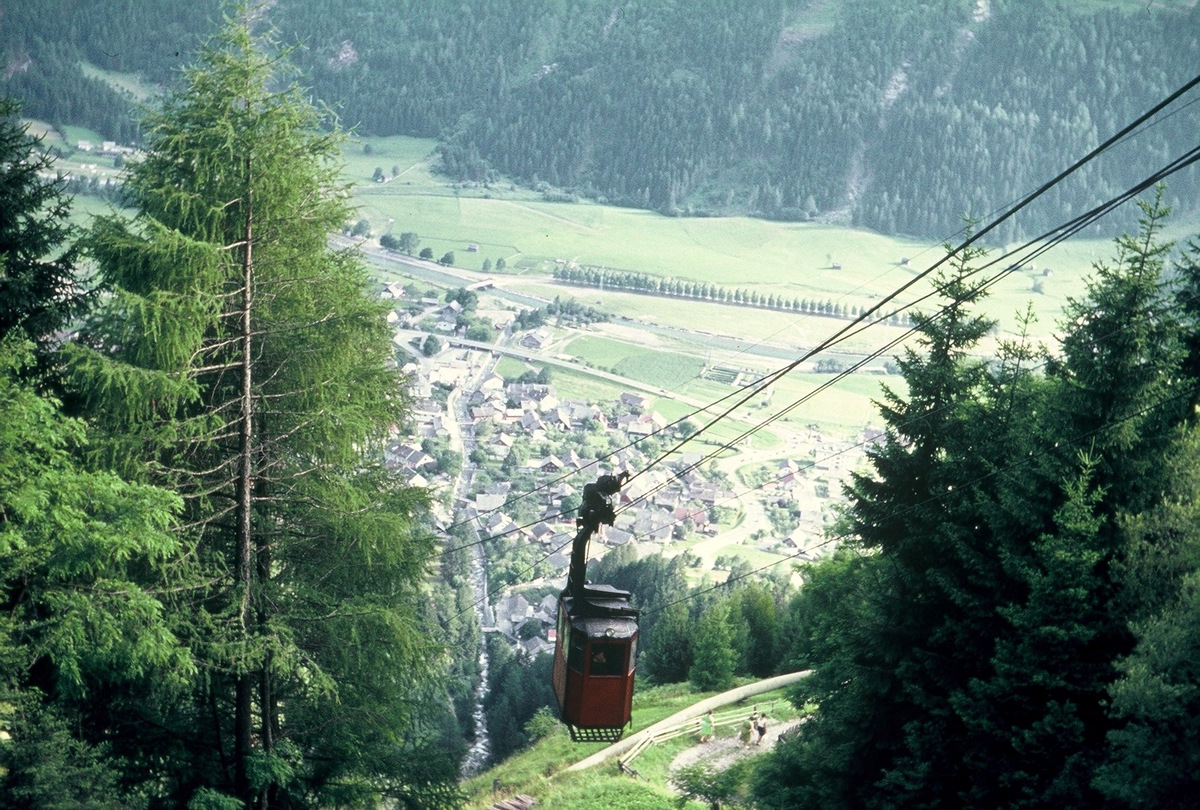
Die Seilbahn zum ehemaligen Bahnhof im Juli 1970

### Bildung
Das alte Schulgebäude an der Westseite des Hauptplatz entsprach nicht mehr den Erfordernissen der Zeit. Daher wurde es 1968 abgerissen und zwei neue Schulgebäude im Ortsteil West von Grund auf neu errichtet. Diese Gebäude wurden 2021 zum Bildungscampus Obervellach erweitert. Hier befindet sich neben dem Kindergarten, der Nationalpark-Volksschule und der Mittelschule auch ein Standort der Musikschule Mölltal. Hier können Schüler Gesangsunterricht bekommen aber auch verschiedene Instrumente lernen: Blechblasinstrumente, Holzblasinstrumente, Schlaginstrumente, Steirische Harmonika, Streich-, Tasten- und Zupfinstrumente.

### Gesundheit, Pflege und Betreuung
Im Gesundheitssektor bietet Obervellach seiner Bevölkerung mehrere praktische Ärzte und einen Zahnarzt an. Das Österreichische Rote Kreuz betreibt eine Ortsrettungsstelle, auch eine Apotheke steht zur Verfügung. Seit 1826 gibt es in Obervellach die Schrothkur. Neben der Fastenkur, die auf den Bauer Johann Schroth zurückgeht, werden heute auch Burnout-Wochen, Rücken- und Gelenkswochen sowie vegetarische Wochen angeboten.
Das vom Kärntner Caritasverband betriebene Haus Michael bietet 35 Einzelzimmer und 6 Doppelzimmer für Pflegebedürftige aus der Umgebung an.

### Freizeiteinrichtungen
Einheimischen und Gästen stehen ganzjährig folgende Freizeiteinrichtungen zur Verfügung:
- das Erlebnisbad Obervellach mit Hallenbad, Freibad, Sauna und Massagen,
- ein Abenteuerspielplatz an der Möll,
- ein Motorikpark mit über 28 Stationen, wo man seine Kondition und Motorik trainieren kann
- ein Hochseilklettergarten.[14]

## Politik

### Gemeinderat
Der Gemeinderat von Obervellach hat 19 Mitglieder.
- Mit der Gemeinderatswahl 2015 hatte er folgende Zusammensetzung: 7 ÖVP, 7 Mut für Obervellach Miteinander-Unabhängig-Tatkräftig, 3 SPÖ, 2 FPÖ[16]
- Mit der Gemeinderatswahl 2021 hat er folgende Zusammensetzung: 8 ÖVP, 5 SPÖ, 4 MFO und 2 EZO (Liste E20[17] – Frauen in Obervellach)[15]

### Bürgermeister
- Direkt gewählter Bürgermeister ist seit 2021 Arnold Klammer (SPÖ)[18]
- Von 2016 bis 2021 Anita Gössnitzer (ÖVP)

### Wappen
Kaiser Ferdinand I. verlieh dem Markt am 29. Februar 1560 ein Wappen mit felsigen Bergen (Zaguten und Gröneck) über einem Wellenband, das die Möll symbolisiert. Die Bedeutung der drei Sterne ist ungeklärt. Anlässlich der 1000-Jahr-Feier ließ die Gemeinde 1963 das Wappen neu gestalten, die Bescheinigung der Wappenführung durch die Kärntner Landesregierung, die auch die Berechtigung zur Führung einer Fahne einschließt, wurde jedoch erst im Juli 2001 ausgestellt.
Die Blasonierung des Wappens lautet:
„In Rot auf erniedrigtem blauem Wellenbalken silbern zwei felsige, am Fuße schrägrechts verlaufend grüne Berge, im Schildhaupt überhöht von drei goldenen Sternen.“
Die Fahne ist Blau-Weiß mit eingearbeitetem Wappen. Die Tinkturen Blau und Silber kommen im Wappen zwar nicht vor, die Gemeinde wollte aber mit dieser Farbgebung den historischen Bezug zum Hochstift Freising bzw. zu Bayern zum Ausdruck bringen.

### Städtepartnerschaften
Obervellach unterhält folgende Städtepartnerschaften:
- Budapest, 15. Bezirk, Ungarn seit 1997
- Dilbeek, Belgien seit 1973
- Freising, Deutschland seit 1963
- Hemer, Deutschland seit 1985
- Kreuzau, Deutschland seit 1987
- Muggia, Italien seit 1984
- Seltz, Frankreich, Region Elsass, seit 1979
- Škofja Loka, Slowenien seit 1997

## Persönlichkeiten

### Ehrenbürger
- Josef Mölschl (1929–2019), Politiker (ÖVP) und Lehrer, Bürgermeister von Obervellach 1964–2002

### Söhne und Töchter der Gemeinde
- Johann Georg Lindt (1734–1795), Bildhauer des Rokoko
- Carl Gussenbauer (1842–1903), Chirurg
- Leopold Wenger (1874–1953), Rechtshistoriker
- Valerie Wizlsperger (1890–1975), Fotografin
- Alfred R. Stevenson (* 1973), Komponist und Dirigent

### Mit der Gemeinde verbundene Persönlichkeiten
- Franz Grabmayr (1927–2015), Maler